# Bertram Johannes Meier
Bertram Johannes Meier (nacido el 20 de julio de 1960) es un obispo alemán de la Iglesia católica, que sirve como Obispo de Augsburgo.

## Biografía
Bertram Johannes nació el 20 de julio de 1960, en Alemania.

### Sacerdocio
Fue ordenado sacerdote el 10 de octubre de 1985, por el Cardenal Franz König, en Roma.

## Episcopado

### Obispo de Augsburgo
El 29 de enero de 2020, el papa Francisco lo nombró obispo de Augsburgo. Fue consagrado el 6 de junio, por el Cardenal Reinhard Marx.
El 4 de marzo de 2023 fue nombrado miembro del Dicasterio para la Promoción de la Unidad de los Cristianos.